# Závsí
Závsí (německy Sawis) je malá vesnice, část obce Dírná v okrese Tábor v Jihočeském kraji. Nachází se asi 2,5 kilometru západně od Dírné. Je zde evidováno 20 adres. V roce 2011 zde trvale žilo 27 obyvatel.
Závsí je také název katastrálního území o rozloze 2,25 km².

## Historie
První písemná zmínka o vesnici pochází z roku 1551.

## Obyvatelstvo
| Rok            | 1869 | 1880 | 1890 | 1900 | 1910 | 1921 | 1930 | 1950 | 1961 | 1970 | 1980 | 1991 | 2001 | 2011 | 2021 |
| -------------- | ---- | ---- | ---- | ---- | ---- | ---- | ---- | ---- | ---- | ---- | ---- | ---- | ---- | ---- | ---- |
| Počet obyvatel | 135  | 156  | 139  | 137  | 150  | 124  | 136  | 87   | 102  | 86   | 54   | 38   | 27   | 27   | 24   |
| Počet domů     | 21   | 21   | 22   | 22   | 22   | 20   | 20   | 19   | 19   | 20   | 16   | 18   | 18   | 17   | 18   |

## Obecní správa
Při sčítání lidu v letech 1850–1931 Závsí bylo osadou obce Třebějice v okrese Tábor. V letech 1932–1959 bylo samostatnou obcí, se kterým patřilo nejprve do okresu Tábor, ale v roce 1950 v okrese Soběslav. Od roku 1960 je částí obce Dírná v okrese Tábor.